# Professor Columbus
Professor Columbus és una pel·lícula alemanya del 1968 dirigida per Rainer Erler i protagonitzada per Rudolf Platte en el paper principal.

## Sinopsi
El bibliotecari Reinhold Colbus ha heretat un paquet d'accions i rebrà 12.000 marcs alemanys per la seva venda, per la qual cosa l'antic amant de les balenes compra un vaixell balener que es troba ancorat a Holanda. Amb ell, planeja navegar a l'Antàrtida fins al recinte de les balenes. Colbus abandona la seva feina i la seva antiga vida i realitzar aquest somni esbogerrant. Vol anomenar el vaixell "Walburga VII". Quan arriba a Amsterdam, Colbus s'adona que el seu “vaixell de somnis” s'assembla més a una barcassa rovellada i raquítica.
En aquest lloc també s'han establert diversos hippies holandesos i han construït el seu propi paradís de pedra. El consum de haixix, les misses negres, la disbauxa i intercanvi de rols sexuals entre homes i dones determinen la vida quotidiana dels hippies flower-power. Però Colbus no se n'horroritza, sinó que es veurà infectat per l'actitud embriagadora dels seus companys. Junts Colbus i els hippies volen fer que el lloc sigui digne. Finalment, Colbus es converteix en “Prof. Columbus ”, un somiador en un viatge de descobriment. Tot i que la policia holandesa va posar fi al pantà de la droga, el vell per fi pot fer realitat el seu somni i salpar amb el seu vaixell. Finalment, a la costa, toca terra un altre cop i balla lliurement a la sorra.

## Repartiment
- Rudolf Platte: Reinhold Colbus
- Ankie van Amstel: Ankie
- Jeroen Krabbé: Jan
- Louise Martini: Frau mit Brille
- Maria Singer:
- Robert Meyn:

## Producció
Professor Columbus fou rodada a finals de 1967 a la República Federal Alemanya i als Països Baixos. La pel·lícula fou aprovada per la FSK el 20 de maig de 1968 i es va estrenar el 23 de maig de 1968.

## Crítiques
| «                                           | El director de televisió Rainer Erler, de 35 anys, havia debutat al cinema amb una comèdia de guerra decidida ("Fast ein Held"); a seva segona pel·lícula és una comèdia estàndard de Biedermann. | » |
| — Der Spiegel, n. 25 del 17 de juny de 1968 | |   |

| «                                   | Una història d'abandonament en l'esperit dels problemàtics anys seixanta, tallada violentament a la longitud d'un llargmetratge, amb alguns enfocaments satírics. | » |
| — Lexikon des internationalen Films | |   |

| «                              | El jove cineasta alemany que ofereix tot el que el cinema del Papa ja tenia: manca d'imaginació, incompletesa i avorriment. | » |
| — Evangelischer Filmbeobachter | |   |